# São Fernando (Río Grande del Norte)
São Fernando (en castellano:San Fernando) es un municipio brasileño del estado del Rio Grande do Norte localizado en la región del Seridó. San Fernando fue fundado en el año 1872 bajo el nombre de Pai, probablemente debido a una pila existente cerca del área urbana actual. Perteneció a la ciudad de Caicó. Era un pequeño asentamiento con personas necesitadas en su mayoría. En 1953 fue elevado a la categoría de pueblo. Permaneció bajo esta condición hasta el 31 de diciembre de 1958, cuando pasó a categoría de municipio, independizándose del municipio de Caicó. Situado en el cauce del río Seridó, en la región noreste de Western, muestra una altitud media de 131 metros. Su población en 2010 fue de hab 3401 y su densidad de población de 8,41 habitantes por km².

## Historia
San Fernando fue fundado en 1872 por el padre Francisco Rafael Fernandes y tiene como patrona a Nuestra Señora del Patrocicio. Su primer nombre fue "Pai", que se refiere al Monte Pascoal, cerca de su sede, ubicado en Pascoal, entonces perteneciente a los padres de su fundador. La madre de Francisco Rafael Fernandes, como propietaria de la tierra Pascoal, realizó una donación Nuestra Señora del Patrocinio, construyéndose con ésta una capilla en su honor. Hay dos hipótesis sobre el origen del nombre San Fernando, que ha sustituido el Pascual: una afirma que este nombre proviene de la familia de su fundadora, "Fátima", y la otra dice que fue un homenaje a San Fernando, el fundador de la ciudad.

## Geografía

### Flora y Fauna
La vegetación predominante en el municipio es el Hipoxerófila, o sabana arbustiva de Caatinga. Esta formación vegetal que cubre la parte central del sur del estado. Se caracteriza por la ausencia de follaje durante la mayor parte de la temporada seca. Según el Plan Nacional para combatir la Desertización, San Fernando se encuentra en riesgo grave de desertización, del mismo modo que toda la región en que se sitúa.

## Relieve
San Fernando posee algunas colinas, sierras y llanuras. El Monte Pascal es el más próximo al municipio.

### Clima
El clima de San Fernando se clasifica como clima tropical semiárido, con precipitaciones anuales de 742mm. La temperatura media es de 27,5 °C, siendo la mínima 22º y la máxima 34º.